# Municipal Waste
Municipal Waste és un grup estatunidenc de crossover thrash format el 2001 a Richmond. Ha sofert diversos canvis de formació, romanent el vocalista Tony Foresta i el guitarrista Ryan Waste com a únics membres permanents.
Els membres del grup han declarat estar influïts per grups com Suicidal Tendencies, D.R.I., Slayer, Anthrax, Exodus, Testament, Sepultura, Nuclear Assault, SOD, MOD i Cro-Mags. Les lletres tracten l'alcoholisme, els mutants i el thrash metal. Municipal Waste ha rebut l'etiqueta de party thrash per part d'alguns mitjans de comunicació. Els títols de les cançons sovint tenen un to còmic.

## Discografia
Àlbums d'estudi
- Waste 'Em All (2003, Six Weeks Records)
- Hazardous Mutation (2005, Earache Records)
- The Art of Partying (2007, Earache Records)
- Massive Aggressive (2009, Earache Records)
- The Fatal Feast (2012, Nuclear Blast Records)
- Slime and Punishment (2017, Nuclear Blast Records)
- Electrified Brain (2022, Nuclear Blast Records)[4]

EP
- Municipal Waste (2001, Amendment Records / Busted Heads Records)
- Scion Presents: Municipal Waste (2012, Scion Audio Visual)
- Garbage Pack (2012, Night of the Vinyl Dead Records)
- The Last Rager (2019, Nuclear Blast Records)

Compartits
- Municipal Waste / Crucial Unit (2002, Six Weeks Records)
- Tango and Thrash (w/Bad Acid Trip) (2004, Mordar Records)[5]
- Louder Than Hell (2005, Six Weeks Records)
- Toxic Waste (w/ Toxic Holocaust) (2012, Tankcrimes Records)

Recopilacions
- Waste 'Em All / Tango i Thrash (2004, Rabid Dog Records)